# Ярославська Олеся Володимирівна
Олеся Володимирівна Ярославська (більше відома як Леся Ярославська; нар.. 20 березня 1981, Сєвєроморськ, Мурманська область, СРСР) — російська естрадна співачка, солістка групи «Тутсі» (2004—2007 і 2009—2012), авторка і виконавиця власних пісень.

## Біографія
Олеся Ярославська народилася 20 березня 1981 року в закритому місті Сєвєроморську Мурманської області. Батько Олесі був військовослужбовцем, а мати музиканткою. Батьки назвали її Олесею на честь популярної пісні «Олеся» з репертуару білоруського ВІА «Сябри». Мама Ірина, викладачка вокалу, з раннього дитинства прищеплювала своїй дочці любов до музики і вже у віці чотирьох років вперше вивела Лесю на сцену Палацу культури Сєвєроморська для спільного виконання пісні «Ненужные письма». У 1988 році дівчинка разом з батьками переїхала до міста Наро-Фомінська в Московській області.
Навчаючись в Наро-Фомінській дитячій музичній школі № 3 по класу фортепіано і займаючись в різних гуртках гарнізонного будинку офіцерів, дівчинка постійно виступала на концертах, які відбувалися у місті. Пізніше Леся почала займатися у вокально-естрадній студії «Сузір'я» при Наро-Фомінському районному Палаці культури «Зірка» і брала участь у різноманітних співочих і музичних конкурсах і фестивалях, на яких завоювала свої перші творчі нагороди. Разом з іншими артистами Леся часто виступала на концертних майданчиках Москви і Підмосков'я, гастролювала. У 1996 році вона виїжджала з концертами, від відділу у справах молоді, на Північний флот, виступала в своєму рідному місті Сєвєроморську, на авіаносці «Адмірал флоту Радянського Союзу Кузнєцов». Юна співачка стала лауреатом конкурсів «Вікторія» (1998), «Золотий мікрофон», Московського міжнародного фестивалю армійської пісні «Віват, Перемога!» та інших конкурсах та музичних фестивалях.
Після закінчення середньої загальноосвітньої школи № 4 Наро-Фомінська Леся Ярославська вступила до Московського обласного училища мистецтв на естрадно-джазовий факультет, який закінчила з червоним дипломом за спеціальністю «педагог по вокалу». У 2001 році юна співачка вступила до Московського Інституту сучасного мистецтва. Інститут Леся також закінчила з червоним дипломом, отримавши спеціальність «естрадний вокал». В коледжі та інституті вона навчалася з іншого солісткою групи «Тутсі» Іриною Ортман. Одночасно з цим дівчина почала працювати за своєю спеціальністю педагога з вокалу в Будинку дитячої творчості ім. Віри Волошиної міста Наро-Фомінська. У 2001 році Леся Ярославська одружилась з офіцером Кантемирівської гвардійської танкової дивізії Андрієм Кузічевим.
У 2003 році Леся Ярославська потрапила на реаліті-шоу Першого каналу «Фабрика зірок 3» під керівництвом Олександра Шульгіна. Протримавшись на телешоу більше двох місяців, дівчина пішла з проєкту, програвши за підсумками голосування глядачів і учасників «Фабрики зірок-3».
Після закінчення «Фабрики зірок-3» Леся підписала контракт з REAL Records та продюсером Йосипом Пригожиним, і разом з іншими учасниками проекту поїхала у довготривалий гастрольний тур по 140 містах Росії . У цей період у відомого композитора та музичного продюсера Віктора Дробиша виникла ідея створити жіночий поп-гурт «Тутси» і Леся стає однією з учасниць цього колективу, увійшовши до його «золотого» складу.

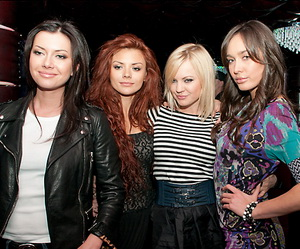
Група «Тутси» на шоу-показі в клубі «РАЙ». 2011 рік. Леся Ярославська друга зліва.

За вісім років існування гуртом «Тутси» записано два альбоми: «Самый, самый» (2005) і «Капучино» (2007), знято 6 кліпів: «Самый, самый», «Я люблю его», «Горький шоколад», «Сама по себе», «Сто свечей» і «Чашка капучино». «Тутсі» виступали з концертами не лише в Росії, але і в інших країнах світу.
У 2008 році Олеся Ярославська пішла у декретну відпустку і 27 серпня на світ з'явилася її дочка Єлизавета. Через півроку після народження доньки Леся повернулася до колективу і знову почала гастролювати з групою.
У 2010 році вона почала записувати власні пісні. Пісня «Не со мной» в 2011 році потрапила в саундтрек до телесеріалу «Випадковий свідок» і співачка вирішила самостійно зняти кліп на неї. Отримавши дозвіл продюсера групи Віктора Дробиша, Леся Ярославська почала займатися сольною кар'єрою.
У жовтні 2012 року вийшов кліп на пісню «Сердце волнуется», яку Леся Ярославська також написала сама.
Знялася в кліпі на пісню «Навсегда» у виконанні Ірини Ортман і Олександра Кірєєва.
У 2015 році знялася в кліпі Мілана Савича — «Улетит Стая».

## Громадська діяльність
Лесю Ярославську часто запрошують на телебачення і радіо, за її участі записано багато передач на загальноросійських і московських телеканалах, співачка є частим гостем на сторінках різних друкованих видань.
Леся Ярославська — активна учасниця благодійних акцій для дітей та інвалідів, що проводяться різними відомими компаніями, фірмами та громадськими організаціями. Леся Ярославська взяла участь в акції Благодійного Фонду допомоги дітям, хворим на ДЦП «Крок назустріч» Гоші Куценко, брала участь в акції «Мак Хепі День» як касирка в одному з ресторанів Макдоналдс міста Москви. Разом з іншими зірками російської естради, кіно та політики брала участь в благодійному арт-проекті «Веселка літа» на допомогу дітям з соціально-реабілітаційного центру «Відрадне». Співачка багато часу приділяє популяризації традицій меценатства в Росії. В інтерв'ю журналу «Мисливський двір» Леся так висловилася про своє ставлення до благодійності: «Я не можу говорити за всіх, але особисто у мене є потреба допомагати людям. Якщо я можу, якщо відчуваю в собі сили — чому б не допомогти тим, кому це потрібно? По можливості намагаюся брати участь в зборі коштів дітям на лікування і ліки. Здорово, коли є ще й благодійні фонди, які беруть під свою опіку нужденних».
Леся неодноразово була учасницею різних концертів для військовослужбовців як у складі групи, так і сольно, відвідувала зони бойових дій на Північному Кавказі, не раз виступала перед росіянами, які брали участь у збройних конфліктах за межами Росії, а також бійцями спецпідрозділів МВС Росії. Має медалі громадських об'єднань: «Союзу десантників Росії» «За службу на Північному Кавказі» (21 жовтня 2009) тощо.

## Особисте життя
Олеся Ярославська одружена з офіцером Андрієм Кузічевим. Донька — Єлизавета (нар. 2008).
У Лесі Ярославської є молодша сестра Марія. Бабуся і дідусь співачки живуть в Іваново. Бабуся — вокалістка у народному хорі, дідусь — гармоніст.

## Дискографія
У складі групи «Тутсі» Леся Ярославська брала участь у записі 2-х альбомів: «Самый, самый» (2005) і «Капучино» (2007).

## Сольні пісні
- Синие Глаза
- Вернись
- Не со мной
- Сердце волнуется
- Разбуди любовь
- Выдыхай
- Стань моим мужем
- Сочное лето
- Далее без меня
- Когда они вдвоём (feat Александр Айвазов)
- Ищу тебя
- Ищу тебя (feat SOBON)

## Відеографія
У складі групи «Тутсі»:
- Самый-самый (2004)
- Я люблю его (2005)
- Горький шоколад (2006)
- Сто свечей (2006)
- Сама по себе (2006)
- Капучино (2007)

Сольно:
- Не со мной (2011)[16]
- Сердце волнуется (2012)[17][18]
- Разбуди любовь (2013)
- Выдыхай (2013)[19]
- Стань моим мужем (2015)